# Draft 2015 de la NFL
2014 2016
La draft 2015 de la NFL est la 80e draft de la National Football League, permettant aux franchises de football américain de sélectionner des joueurs universitaires éligibles pour jouer professionnels. L'événement a lieu du 30 avril au 2 mai 2015, pour la première fois à l'Auditorium Theatre de Chicago (Illinois) et non plus, comme il était coutume, au Radio City Music Hall de New York.
Les Buccaneers de Tampa Bay ont le premier choix.
Deux quarterbacks, champions nationaux universitaires et vainqueurs du Trophée Heisman les deux saisons précédentes, sont en lice pour être sélectionnés comme premier choix au premier tour : Jameis Winston (des Seminoles de Florida State, champion universitaire et vainqueur du Trophée Heisman 2014) et Marcus Mariota (des Ducks de l'Oregon, champion universitaire et vainqueur du Trophée Heisman 2015).

## Draft
La Draft se compose de 7 tours ayant, généralement, chacun 32 choix. L'ordre de sélection est décidé par le classement général des équipes durant la saison précédente, donc l'équipe ayant eu le moins de victoires va repêcher en premier et ainsi de suite jusqu'au gagnant du Super Bowl. Les équipes peuvent échanger leurs choix de repêchage, ce qui fait en sorte que l'ordre peut changer.
Les équipes peuvent enfin recevoir des choix compensatoires. Ces choix sont à la fin des tours et il n'est pas possible pour les équipes de les échanger. Les choix compensatoires sont remis aux équipes ayant perdu plus de joueurs (et de meilleure qualité) qu'ils en ont signés durant la période d'agent libre.
- ° : Intronisé au Pro Football Hall of Fame
- † : Joueur sélectionné pour le Pro Bowl

### 1ertour
| Choix | Équipe                             | Joueur                 | Poste             | Équipe universitaire                    | Notes                     |
| ----- | ---------------------------------- | ---------------------- | ----------------- | --------------------------------------- | ------------------------- |
| 1     | Buccaneers de Tampa Bay            | Jameis Winston †       | Quarterback       | Seminoles de Florida State              | [ Note 2 ]                |
| 2     | Titans du Tennessee                | Marcus Mariota         | Quarterback       | Ducks de l'Oregon                       | [ Note 3 ]                |
| 3     | Jaguars de Jacksonville            | Dante Fowler           | Defensive end     | Gators de la Floride                    |                           |
| 4     | Raiders d'Oakland                  | Amari Cooper †         | Wide receiver     | Crimson Tide de l'Alabama               | [ Note 4 ]                |
| 5     | Redskins de Washington             | Brandon Scherff †      | Offensive tackle  | Hawkeyes de l'Iowa                      | [ Note 5 ]                |
| 6     | Jets de New York                   | Leonard Williams †     | Defensive end     | Trojans d'USC                           |                           |
| 7     | Bears de Chicago                   | Kevin White            | Wide receiver     | Mountaineers de la Virginie-Occidentale |                           |
| 8     | Falcons d'Atlanta                  | Vic Beasley †          | Linebacker        | Tigers de Clemson                       |                           |
| 9     | Giants de New York                 | Ereck Flowers          | Offensive lineman | Hurricanes de Miami                     |                           |
| 10    | Rams de Saint-Louis                | Todd Gurley †          | Running back      | Bulldogs de la Géorgie                  |                           |
| 11    | Vikings du Minnesota               | Trae Waynes            | Cornerback        | Spartans de Michigan State              |                           |
| 12    | Browns de Cleveland                | Danny Shelton          | Defensive tackle  | Huskies de Washington                   |                           |
| 13    | Saints de La Nouvelle-Orléans      | Andrus Peat †          | Offensive tackle  | Cardinal de Stanford                    |                           |
| 14    | Dolphins de Miami                  | DeVante Parker         | Wide receiver     | Cardinals de Louisville                 |                           |
| 15    | Chargers de San Diego              | Melvin Gordon †        | Running back      | Badgers du Wisconsin                    | échange avec les 49ers    |
| 16    | Texans de Houston                  | Kevin Johnson (en)     | Cornerback        | Demon Deacons de Wake Forest            |                           |
| 17    | 49ers de San Francisco             | Arik Armstead          | Defensive end     | Ducks de l'Oregon                       | échange avec les Chargers |
| 18    | Chiefs de Kansas City              | Marcus Peters †        | Cornerback        | Huskies de Washington                   |                           |
| 19    | Browns de Cleveland                | Cameron Erving (en)    | Offensive lineman | Seminoles de Florida State              | échange avec les Bills    |
| 20    | Eagles de Philadelphie             | Nelson Agholor         | Wide receiver     | Trojans d'USC                           |                           |
| 21    | Bengals de Cincinnati              | Cedric Ogbuehi (en)    | Offensive tackle  | Aggies de Texas A&M                     |                           |
| 22    | Steelers de Pittsburgh             | Bud Dupree             | Linebacker        | Wildcats du Kentucky                    |                           |
| 23    | Broncos de Denver                  | Shane Ray (en)         | Defensive end     | Tigers du Missouri                      | échange avec les Lions    |
| 24    | Cardinals de l’Arizona             | D. J. Humphries †      | Offensive tackle  | Gators de la Floride                    |                           |
| 25    | Panthers de la Caroline            | Shaq Thompson (en)     | Linebacker        | Huskies de Washington                   |                           |
| 26    | Ravens de Baltimore                | Breshad Perriman (en)  | Wide receiver     | Knights d'UCF                           |                           |
| 27    | Cowboys de Dallas                  | Byron Jones †          | Cornerback        | Huskies du Connecticut                  |                           |
| 28    | Lions de Détroit                   | Laken Tomlinson (en) † | Offensive guard   | Blue Devils de Duke                     | échange avec les Broncos  |
| 29    | Colts d'Indianapolis               | Phillip Dorsett        | Wide receiver     | Hurricanes de Miami                     |                           |
| 30    | Packers de Green Bay               | Damarious Randall (en) | Safety            | Sun Devils d'Arizona State              |                           |
| 31    | Saints de La Nouvelle-Orléans      | Stephone Anthony (en)  | Linebacker        | Tigers de Clemson                       | échange avec les Seahawks |
| 32    | Patriots de la Nouvelle-Angleterre | Malcom Brown           | Defensive tackle  | Longhorns du Texas                      |                           |

### Joueurs notables sélectionnés dans les tours suivants
| Choix | Équipe                  | Joueur                 | Pos              | Université                     | Notes                                                    |
| ----- | ----------------------- | ---------------------- | ---------------- | ------------------------------ | -------------------------------------------------------- |
| 33    | Giants de New York      | Landon Collins †       | Strong safety    | Crimson Tide de l'Alabama      | échangé avec les Titans                                  |
| 43    | Texans de Houston       | Benardrick McKinney †  | Linebacker       | Bulldogs de Mississippi State  | échangé avec les Browns                                  |
| 48    | Chargers de San Diego   | Denzel Perryman †      | Linebacker       | Hurricanes de Miami            |                                                          |
| 49    | Chiefs de Kansas City   | Mitch Morse †          | Centre           | Tigers du Missouri             |                                                          |
| 61    | Buccaneers de Tampa Bay | Ali Marpet †           | Offensive guard  | Statesmen de Hobart            | échangé avec les Colts                                   |
| 63    | Seahawks de Seattle     | Frank Clark †          | Defensive end    | Wolverines du Michigan         |                                                          |
| 69    | Seahawks de Seattle     | Tyler Lockett †        | Wide receiver    | Wildcats de Kansas State       | échangé avec les Redskins                                |
| 86    | Cardinals de l'Arizona  | David Johnson †        | Running back     | Panthers de Northern Iowa      |                                                          |
| 88    | Vikings du Minnesota    | Danielle Hunter †      | Defensive end    | Tigers de LSU                  | échangé avec les Lions                                   |
| 122   | Ravens de Baltimore     | Za'Darius Smith †      | Defensive end    | Wildcats du Kentucky           | échangé avec les Lions                                   |
| 124   | Buccaneers de Tampa Bay | Kwon Alexander †       | Linebacker       | Tigers de LSU                  | échangé avec les Panthers via les Raiders                |
| 137   | Falcons d'Atlanta       | Grady Jarrett †        | Defensive tackle | Tigers de Clemson              | échangé avec les Buccaneers via les Bills et les Vikings |
| 146   | Vikings du Minnesota    | Stefon Diggs †         | Wide receiver    | Terrapins du Maryland          | échangé avec les Falcons                                 |
| 149   | Dolphins de Miami       | Jay Ajayi †            | Running back     | Broncos de Boise State         | échangé avec les Vikings                                 |
| 172   | Eagles de Philadelphie  | D. J. Alexander (en) † | Linebacker       | Beavers d'Oregon State         |                                                          |
| 204   | Ravens de Baltimore     | Darren Waller †        | Wide receiver    | Yellow Jackets de Georgia Tech | échangé avec les Cowboys                                 |
| 244   | 49ers de San Francisco  | Trent Brown †          | Offensive tackle | Gators de la Floride           | échangé avec les Cowboys via les Colts                   |
| ND    | Bears de Chicago        | Rick Lovato †          | Long snapper     | Monarchs d'Old Dominion        |                                                          |
| ND    | Eagles de Philadelphie  | Raheem Mostert †       | Running back     | Boilermakers de Purdue         |                                                          |